# گنجینه آثار تاریخی اصفهان
گنجینهٔ آثار تاریخی اصفهان کتابی از لطف‌الله هنرفر است که در سال ۱۳۴۴ منتشر و برندهٔ جایزه کتاب سال سلطنتی شد.